# Wright (Minnesota)
Wright – miasto w Stanach Zjednoczonych, w stanie Minnesota, w hrabstwie Carlton.